# Ctimene dependens
Ctimene dependens là một loài bướm đêm trong họ Geometridae.